# Breeze Airways
Breeze Airways is een Amerikaanse lagekostenluchtvaartmaatschappij. CEO David Neeleman, die eerder WestJet, JetBlue en Azul (mee) oprichtte, richtte het bedrijf, als Moxy Airways, op 31 juli 2018 op. De activiteiten van Breeze gingen van start op 27 mei 2021 met de inaugurele vlucht van Tampa International Airport naar Charleston International Airport.

## Bestemmingen
In 2025 vliegt Breeze Airways op meer dan 60 bestemmingen binnen de aaneengesloten staten van de Verenigde Staten.

### Service aan boord
Breeze heeft in tegenstelling tot sommige andere lagekostenmaatschappijen de vloot uitgerust met in elke stoel persoonlijke tv-schermen met in-flightentertainment. Alle vliegtuigen zijn uitgerust met betalende Viasat WiFi. Breeze's eersteklas zitplaatsen, aangeduid als "Breeze Ascent", zijn alleen beschikbaar op de Airbus A220-vliegtuigen, waarvan de stoelen zijn geconfigureerd in een 2-2 lay-out. De economy class-stoelen van de luchtvaartmaatschappij bestaan uit zowel "Extra Legroom" als "Standard" stoelen, waarvan de stoelen zijn geconfigureerd in een 2-3-indeling op de A220 en in een 2-2-indeling op het Embraer 190-vliegtuig.

## Vloot
Breeze's vloot bestaat op 31 juli 2025 uit de volgende toestellen:
| Jetblue-vloot   | Jetblue-vloot | Jetblue-vloot | Jetblue-vloot | Jetblue-vloot | Jetblue-vloot | Jetblue-vloot | Jetblue-vloot | Jetblue-vloot |
| Type            | Totaal        | Orders        | Passagiers    | Passagiers    | Passagiers    | Passagiers    | Opmerkingen   |               |
| Type            | Totaal        | Orders        | F             | Y+            | Y             | Totaal        | Opmerkingen   |               |
| --------------- | ------------- | ------------- | ------------- | ------------- | ------------- | ------------- | ------------- | ------------- |
| Airbus A220-300 | 44            | 46            | 12            | 45            | 80            | 137           |               |               |
| Embraer 190     | 10            | -             | -             | 48            | 60            | 108           |               |               |